# Diplomacia del dólar

Leyenda:
Paises que utilizan un moneda denominada dólar
Paises que utilizan el dólar estadounidense
Países que previamente utilizaron una moneda denominada dólar

La diplomacia del dólar es un modelo de política exterior de los Estados Unidos —particularmente manifestada durante la presidencia de William Taft— en la cual se buscaba el dominio estadounidense sobre varios países estratégicos para esta nación (principalmente aquellos localizados en América Latina y Asia Central) a través del uso de su poder económico superior como garantía de concesión y mantenimiento a largo plazo de créditos e inversiones en dichos países.
Sin embargo, de manera formal, dicho término fue acuñado por el presidente Theodore Roosevelt tras la resolución, usando esta metodología, del bloqueo naval a Venezuela acontecido entre 1902 y 1903. Mediante esta acción, se mostró que una nueva era de diplomacia se acercaba al mundo, en la cual el dinero tendría más importancia en el comercio y política globalizados, que otras acciones de convencimiento forzado, como la tradicional política de cañonero. Esto se volvería evidente a inicios de la década de 1910, con las continuas intervenciones monetarias norteamericanas en Libia, América Latina y China, bajo la forma disfrazada de fideicomisos para la industrialización e inversiones diversas. 
Una acepción al uso de este término se da en varios círculos de intelectuales latinoamericanos —como el de los historiadores mexicanos Francisco Ignacio Taibo y Francisco Martín Moreno—, para los cuales la diplomacia del dólar es un concepto despectivo con el que se critican las formas usadas por corporaciones y el gobierno estadounidense, cuyo objetivo es la realización de los intereses político-comerciales de ambos gigantes americanos, teniendo como mediador de las mismas su poder económico que les permite la compra de gobiernos, milicias, y, a posteriori, la apertura en desigualdad de nuevos mercados.

## Diplomacia del dólar en América
Documento de 1904, basado en las ideas de la Doctrina Monroe (las cuales dicen que el pueblo americano puede enviar marines de manera frecuente a Latinoamérica para defender su profecía de "América para los americanos"), titulado Corolario de Roosevelt, que sostiene como idea general que Estados Unidos están obligados y facultados para intervenir en cualquier Estado del Hemisferio Occidental política y financieramente tan inestable como para ser vulnerable a caer bajo control europeo, dándose esta injerencia en la forma menos perjudicial posible para ambos países. En este último punto se cimenta la diplomacia del dólar como doctrinario de las relaciones internacionales americanas. De este punto se desprendió, en forma posterior, la frase: "es mejor pagar sobornos que el salario de los soldados en lucha".
Dicha ideología tiene durante el mandato de William Taft, sucesor presidencial de Roosevelt, su mayor expresión, ya que este presidente se dedicó a complementar esta política. Usó para ello una marcada agresividad político-militar, siendo uno de los primeros casos en los cuales la misma se aplicó con la ocupación y construcción del Canal de Panamá. Para marzo de 1904, Taft intentó usar nuevamente esta doctrina con el objetivo de tener control total sobre Honduras por parte de Estados Unidos en aquel entonces, mediante la compra de la deuda interna y externa de este país a los banqueros ingleses. Este  hecho fue importante debido a que en dicha nación se encontraban los principales sitios de cultivo de las grandes compañías fruteras americanas, como la United Fruit Company y la Standard Fruit Company,  
Sin embargo, a pesar del nombre, la diplomacia del dólar no siempre ha sido pacífica. Por ejemplo, en Nicaragua, cuando estalló la revolución en 1912, la administración Taft, viendo la oportunidad de adquirir un control total en Nicaragua, se unió con los insurgentes, enviando tropas norteamericanas a esta zona de Centroamérica, para apoyar el levantamiento del nuevo régimen. Mientras el poder militar estadounidense se consolidaba en tierras nicaragüenses, Philander Knox, el entonces secretario de Estado de Estados Unidos, animó a los banqueros de este país a mover capital a la nación de Nicaragua, para ofrecer en la misma sustanciosos préstamos a empresarios y el gobierno mientras existiese la dictadura. Dicha situación acrecentó la inversión en deuda que Estados Unidos poseía sobre los nicaragüenses, y que le daban a los americanos derechos exclusivos de explotación de recursos naturales en la región. Complementando a los instrumentos de deuda, el ejército de los Estados Unidos  se mantuvo activo en Nicaragua durante casi una década, con la misión de proteger al régimen proestadounidense. 
Otra de las ocasiones más importantes de uso de la diplomacia del dólar fue en las revoluciones del Caribe -donde los americanos tenían grandes intereses agrícolas- causadas por el umbral de pobreza demasiado grande que asoló a la región. Los Estados Unidos, tratando de salir lo mejor ibrado posible de dichos conflictos, urgió a sus banqueros para que invirtiesen dólares como una vacuna financiera para la estabilidad del Caribe, permitiendo así a los americanos usar la deuda generada por esta vía (y las intervenciones armadas que estas conllevan en caso de no pago cuando el mismo fuera requerido por los americanos) para mantener seguras sus riquezas corporativas ya desarrolladas en aquellas islas. Los Estados Unidos, en esta situación,no permitieron además que otras naciones intervinieran

## Punto de vista completo
De 1909 a 1913, el presidente estadounidense William Howard Taft y el secretario de estado Philander C. Knox siguieron una política exterior denominada como "diplomacia del dólar". Dicha idea, originalmente acuñada por Knox, un abogado corporativo que había fundado la US Steel Conglomerate, el gigante del acero de los Estados Unidos, propone como objetivo principal de la diplomacia la creación de estabilidad en el extranjero, usando para ello capitales americanos, -especialmente en naciones estratégicas-, ya que a través de estas inyecciones financieras es posible insertar de forma indirecta intereses estadounidenses donde quiera que se desee. Taft consideró, como corolario a esta premisa, que se podía usar el capital privado para la ejecución de los planes de inversión necesarios para este tipo de diplomacia.  
El uso de la "Diplomacia del dólar" se hizo evidente, como se mencionó anteriormente, en extensas intervenciones del siglo pasado de Estados Unidos en Cuba, América Latina y Asia Oriental, todas ellas adoptadas para salvaguardar los intereses empresariales y gubernamentales del gobierno de Estados Unidos en una región dada. Por ejemplo, podemos citar el caso de China, país donde, Knox aseguró la entrada de un conglomerado bancario estadounidense, encabezado por JP Morgan, en la financiación de la construcción de un ferrocarril desde Huguang a Cantón, para traer estabilidad a esta nación asiática y, en última instancia, comercio entre los banqueros americanos y la sociedad china. Sin embargo, "la diplomacia del dólar" , a pesar de lo bien fundamentada que pudiese parecer, no pudo contrarrestar al largo plazo la inestabilidad económica y la marea revolucionaria de muchas naciones en donde actuó, como México, República Dominicana, Nicaragua, y China.  
En la actualidad, la "diplomacia del dólar", sigue siendo usada, ya no solo por los Estados Unidos, sino en general por las naciones más industrializadas del mundo, como un enfoque básico de sus políticas exteriores, llegando a convertirse en determinadas situaciones, en una forma de arbitraje entre países.